# 半爿城城址
半爿城城址，是位于中国福建省宁德市柘荣县城郊乡仙山村山后自然村的一个明代古遗址，1997年9月入选第三批柘荣县文物保护单位。
半爿城城址是明朝时期的城镇遗址，因平面呈半圆形而得名。城墙用毛石砌造，沿山后村南面的小溪而建，东西与村后门山相接，高2.6米，厚约1米，总长约300米。南面有一个高3.2米，宽2.1米的拱形城门，城门连接东边65米的连片城墙，西边亦有部分残存墙体。